# ایستگاه خیابان واریک
ایستگاه خیابان وارویک
یک ایستگاه از خط بیکرلو و از خطوط متروی لندن است.که در خیابان وارویک قرار دارد و در ۳۱ ژانویه، ۱۹۱۵ افتتاح شده است.

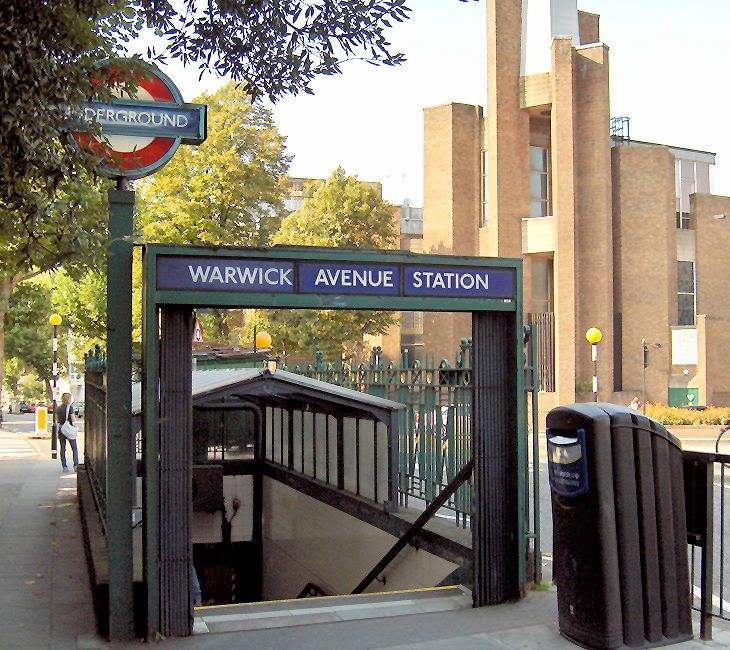